# Kyū

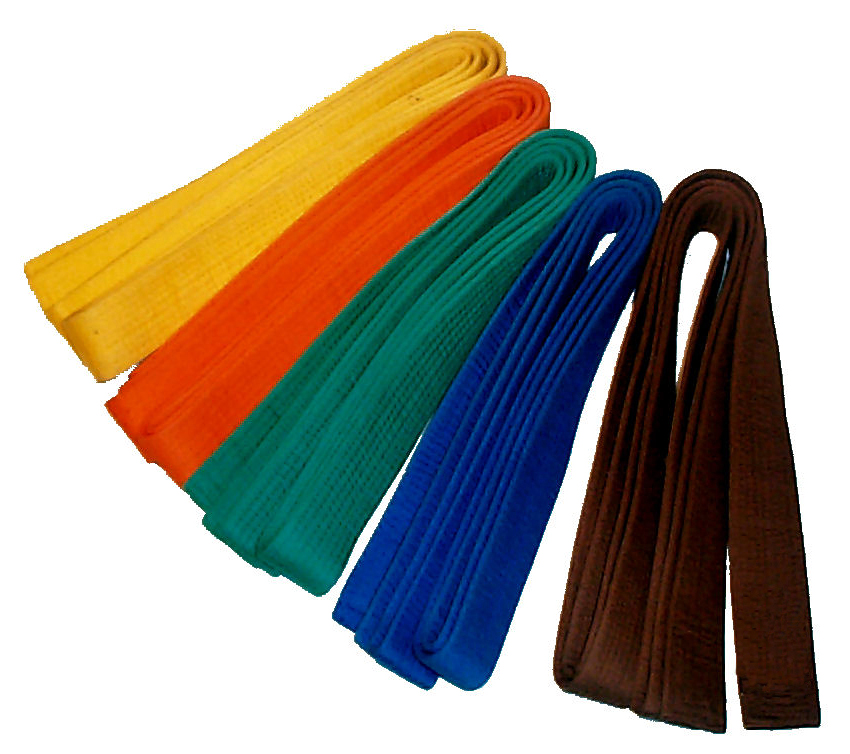
Die geläufigsten Gürtelfarben der Schülergrade im Budō

Kyū (japanisch 級, wörtlich für Klasse, Schulklasse, Stufe, Rangstufe oder Rang) bezeichnet in japanischen Kampfkünsten (jap. Budō) den Fortschrittsgrad der Schüler. Als Mudansha (無段者, wörtlich „Person ohne Dan“) oder Mudan (無段, wörtlich „ohne Dan“ bzw. 無断, wörtlich „ohne Erlaubnis“) werden Personen bezeichnet, die noch keinen Meistergrad (jap. Dan) innehaben und folglich Schüler bzw. Kyū-Grad-Träger sind.
Seit Kanō Jigorō 1895 die Kyū-Grade – in Anlehnung an das deutsche Schulsystem des 19. Jahrhunderts – in die Kampfkunst Judo einbrachte, wird die Klassenhierarchie (lat. Sexta, Quinta, Quarta, Tertia, Sekunda und Prima) in der Abfolge der Kyū ausgedrückt. So werden die Kyū mit abnehmender Nummer gesteigert. Ein Anfänger würde – abhängig von der Kampfkunst – mit dem 9. Kyū beginnen und nach einer bestandenen (Gürtel-)Prüfung mit dem 8. Kyū ausgezeichnet. Der 1. Kyū ist der am weitesten fortgeschrittene und höchste Schülergrad und der letzte vor dem 1. Dan, dem ersten Meistergrad.
In vielen Kampfkunstarten werden die Kyū-Grade durch farbige Gürtel (jap. Obi) gekennzeichnet. Dabei trägt jeder Neuling einen weißen Gürtel und die Fortgeschrittenen mit höheren Kyū-Graden erhalten nach bestandener Prüfung Gürtel festgelegter Farben. Abhängig von der Abstufung in der jeweiligen Kampfkunst kann es ein gelber, oranger, grüner, blauer, violetter, roter oder brauner Gürtel sein. Die Kyū-Abstufungen sind jedoch nicht einheitlich (siehe unten) und es gibt teilweise große Unterschiede nicht nur zwischen einzelnen Kampfkünsten, sondern auch zwischen Verbänden derselben Kampfkunst.
Weiterhin gibt es Kampfkünste beziehungsweise Verbände die auf eine optische Differenzierung der Schülergrade verzichten, sodass Angehörige aller Schülergrade entweder ausschließlich weiße Gürtel tragen, die Gürtelfarbe keine Rolle spielt oder ein Gürtel nicht zur Kleidung der Kampfsportart gehört.
In vielen Kampfkunstarten bestimmt der Kyū-Grad die Sitzreihenfolge zu Beginn und Ende des Trainings: die Schüler sitzen oder stehen im Dōjō in Reihenfolge der Graduierungen geordnet; die am höchsten graduierten Schüler sind dabei im Allgemeinen am weitesten vom Eingang entfernt, die Anfänger dem Eingang am nächsten platziert.

## Überblick über die verschiedenen Abstufungen
Hier ein Überblick über die in den verschiedenen Kampfsportarten, Dachverbänden und Stilrichtungen üblichen Abstufungen. Für den weißen Gürtel braucht man meist keine Prüfung abzulegen; Ausnahmen gibt es z. B. im Shotokan-Karate im DKV.

### Jiu Jitsu
In der Deutschen Jiu-Jitsu Union (DJJU), im Deutschen Jiu-Jitsu-Ring Erich Rahn (DJJR) und im Deutschen Dan-Kollegium (DDK) gilt eine sechsstufige Unterteilung der Schülergrade, nach der sich auch die in Deutschland weniger etablierten Dachverbände, wie beispielsweise die World Ju Jitsu Federation (WJJF) in Deutschland, richten:
| Kyū         | 6. Kyū        | 5. Kyū        | 4. Kyū         | 3. Kyū        | 2. Kyū        | 1. Kyū         |
| ----------- | ------------- | ------------- | -------------- | ------------- | ------------- | -------------- |
| Gürtelfarbe | weiß          | gelb          | orange         | grün          | blau          | braun          |
| Gürtelbild  | Weißer Gürtel | Gelber Gürtel | Oranger Gürtel | Grüner Gürtel | Blauer Gürtel | Brauner Gürtel |

Im Deutschen Jiu Jitsu Bund (DJJB) hingegen gibt es – durch die Auffächerung des Braungurtes – neun Schülergrade. Diese weitere Unterteilung der Schüler-Graduierungen im DJJB dient einer besseren Vorbereitung der Schüler auf den Schwarzgurt:
| Kyū         | 9. Kyū        | 8. Kyū        | 7. Kyū         | 6. Kyū        | 5. Kyū        | 4. Kyū         | 3. Kyū                            | 2. Kyū                           | 1. Kyū                           |
| ----------- | ------------- | ------------- | -------------- | ------------- | ------------- | -------------- | --------------------------------- | -------------------------------- | -------------------------------- |
| Gürtelfarbe | weiß          | gelb          | orange         | grün          | blau          | braun          | braun \| a                        | braun \| b                       | braun \| c                       |
| Gürtelbild  | Weißer Gürtel | Gelber Gürtel | Oranger Gürtel | Grüner Gürtel | Blauer Gürtel | Brauner Gürtel | Brauner Gürtel mit einem Streifen | Brauner Gürtel mit zwei Streifen | Brauner Gürtel mit drei Streifen |

### Ju-Jutsu
Im Deutschen Ju-Jutsu-Verband (DJJV) gibt es sechs Schülergrade. Eine Prüfung zum 6. Kyū muss nur im Kinderprogramm erbracht werden.
| Kyū         | 6. Kyū        | 5. Kyū        | 4. Kyū         | 3. Kyū        | 2. Kyū        | 1. Kyū         |
| ----------- | ------------- | ------------- | -------------- | ------------- | ------------- | -------------- |
| Gürtelfarbe | weiß          | gelb          | orange         | grün          | blau          | braun          |
| Gürtelbild  | Weißer Gürtel | Gelber Gürtel | Oranger Gürtel | Grüner Gürtel | Blauer Gürtel | Brauner Gürtel |

### Judo
Wie im Jiu Jitsu gab es auch für Judoka im Deutschen Judo-Bund (DJB) und Deutschen Judo-Verband (DJV) lange Zeit die „normalen“ sechsstufigen Schülergrade. In den 1990er Jahren wurden vom DJB zusätzliche Zwischengrade eingeführt:
| Kyū         | 9. Kyū        | 8. Kyū             | 7. Kyū        | 6. Kyū              | 5. Kyū         | 4. Kyū               | 3. Kyū        | 2. Kyū        | 1. Kyū         |
| ----------- | ------------- | ------------------ | ------------- | ------------------- | -------------- | -------------------- | ------------- | ------------- | -------------- |
| Gürtelfarbe | weiß          | weiß-              | gelb          | gelb-               | orange         | orange-              | grün          | blau          | braun          |
| Gürtelfarbe | weiß          | gelb               | gelb          | orange              | orange         | grün                 | grün          | blau          | braun          |
| Gürtelbild  | Weißer Gürtel | Weiß-gelber Gürtel | Gelber Gürtel | Gelb-oranger Gürtel | Oranger Gürtel | Orange-grüner Gürtel | Grüner Gürtel | Blauer Gürtel | Brauner Gürtel |

Der Hamburger Judo-Verband (HJV) vergab seit November 2016 an Lehrer Hamburger Schulen den Judo-Violett-Gurt. Nach intensiver Fortbildung rund um den Judosport wurden Lehrkräfte sowohl zur Abnahme des Abiturs in der Sportart Judo als auch zum Unterrichten des Judosports an Schulen ausgebildet.
In Österreich werden zusätzlich noch grün-blaue und blau-braune Gürtel vergeben, so dass es insgesamt elf Kyu-Grade gibt. Vollendet der Judoka im Prüfungsjahr das 15. Lebensjahr, können die zweifarbigen Gürtel übersprungen werden, indem beide Prüfungen gleichzeitig abgelegt werden.
|            | 11. Kyū       | 10. Kyū            | 9. Kyū        | 8. Kyū              | 7. Kyū         | 6. Kyū               | 5. Kyū        | 4. Kyū             | 3. Kyū        | 2. Kyū              | 1. Kyū         |
| ---------- | ------------- | ------------------ | ------------- | ------------------- | -------------- | -------------------- | ------------- | ------------------ | ------------- | ------------------- | -------------- |
| Farbe      | weiß          | weiß-              | gelb          | gelb-               | orange         | orange-              | grün          | grün-              | blau          | blau-               | braun          |
| Farbe      | weiß          | gelb               | gelb          | orange              | orange         | grün                 | grün          | blau               | blau          | braun               | braun          |
| Gürtelbild | Weißer Gürtel | Weiß-Gelber Gürtel | Gelber Gürtel | Gelb-oranger Gürtel | Oranger Gürtel | Orange-Grüner Gürtel | Grüner Gürtel | Grün-Blauer Gürtel | Blauer Gürtel | Blau-Brauner Gürtel | Brauner Gürtel |

Der offizielle Ausbildungsleitfaden des Schweizerischen Judo & Ju-Jitsu Verbandes (SJV) weist weiterhin die sechs „normalen“ Schülergrade auf. Für Kinder und Schüler unter 16 Jahre gibt es zusätzlich noch weitere Grade:
| Kyū         | 9. Kyū 6. Kyū | 8. Kyū -           | 7. Kyū 5. Kyū | 6. Kyū -            | 5. Kyū 4. Kyū  | 4. Kyū -             | 3. Kyū        | 2. Kyū        | 1. Kyū         |
| ----------- | ------------- | ------------------ | ------------- | ------------------- | -------------- | -------------------- | ------------- | ------------- | -------------- |
| Gürtelfarbe | weiß          | weiß-              | gelb          | gelb-               | orange         | orange-              | grün          | blau          | braun          |
| Gürtelfarbe | weiß          | gelb               | gelb          | orange              | orange         | grün                 | grün          | blau          | braun          |
| Gürtelbild  | Weißer Gürtel | Weiß-gelber Gürtel | Gelber Gürtel | Gelb-oranger Gürtel | Oranger Gürtel | Orange-grüner Gürtel | Grüner Gürtel | Blauer Gürtel | Brauner Gürtel |

### Karate
Im Deutschen Karate Verband (DKV) gelten für die verschiedenen Stilrichtungen verschiedene Prüfungsordnungen.
Im Gōjū-Ryū, Wadō-Ryū, Shōtōkan, Shitō-Ryū sowie in der offenen Stilrichtung:
| Kyū         | 9. Kyū        | 8. Kyū        | 7. Kyū         | 6. Kyū        | 5. Kyū        | 4. Kyū        | 3. Kyū         | 2. Kyū         | 1. Kyū         |
| ----------- | ------------- | ------------- | -------------- | ------------- | ------------- | ------------- | -------------- | -------------- | -------------- |
| Gürtelfarbe | weiß          | gelb          | orange         | grün          | blau          | blau          | braun          | braun          | braun          |
| Gürtelbild  | Weißer Gürtel | Gelber Gürtel | Oranger Gürtel | Grüner Gürtel | Blauer Gürtel | Blauer Gürtel | Brauner Gürtel | Brauner Gürtel | Brauner Gürtel |

Im Modern Sports Karate:
| Kyū         | 12./11. Kyū   | 10./9. Kyū    | 8./7. Kyū      | 6./5. Kyū     | 4./3. Kyū     | 2./1. Kyū      |
| ----------- | ------------- | ------------- | -------------- | ------------- | ------------- | -------------- |
| Gürtelfarbe | weiß          | gelb          | orange         | grün          | blau          | braun          |
| Gürtelbild  | Weißer Gürtel | Gelber Gürtel | Oranger Gürtel | Grüner Gürtel | Blauer Gürtel | Brauner Gürtel |

### Aikidō
Die Einteilung in sechs Schülergrade wird weltweit in den meisten Aikidō-Verbänden (für Kinder auch 9 bis 12 Schülergrade) verwendet. Auf eine farbliche Kennzeichnung der Schülergrade wird i. d. R. verzichtet. Stattdessen tragen alle Schüler weiße Gürtel. Damit wird die Gleichheit aller Schülergrade betont.
Fast ausschließlich in der Aikido-Union Deutschland (AUD) und im Deutschen Aikido-Bund (DAB) werden die Schülergrade farblich differenziert:
| Kyū         | 6. Kyū        | 5. Kyū        | 4. Kyū         | 3. Kyū        | 2. Kyū        | 1. Kyū         |
| ----------- | ------------- | ------------- | -------------- | ------------- | ------------- | -------------- |
| Gürtelfarbe | weiß          | gelb          | orange         | grün          | blau          | braun          |
| Gürtelbild  | Weißer Gürtel | Gelber Gürtel | Oranger Gürtel | Grüner Gürtel | Blauer Gürtel | Brauner Gürtel |

### Kobudō
Im Kobudo Kwai Deutschland (KKD) gibt es ebenfalls sechs Schülergrade.
| Kyū         | 6. Kyū        | 5. Kyū        | 4. Kyū         | 3. Kyū        | 2. Kyū       | 1. Kyū         |
| ----------- | ------------- | ------------- | -------------- | ------------- | ------------ | -------------- |
| Gürtelfarbe | weiß          | gelb          | orange         | grün          | rot          | braun          |
| Gürtelbild  | Weißer Gürtel | Gelber Gürtel | Oranger Gürtel | Grüner Gürtel | Roter Gürtel | Brauner Gürtel |

### Kendō
Auch im Deutschen Kendobund (DKenB) gibt es sechs Schülergrade, die nicht durch Gürtel angezeigt werden. Prüfungen gibt es ab dem 6. Kyū.

### Naginata
Auch im Deutschen Naginatabund (DNagB) gibt es sechs Schülergrade, die nicht durch Gürtel angezeigt werden. Prüfungen gibt es ab dem 6. Kyū.

### Shaolin Kempo
Die Deutsche Wushu Federation vergibt nach Kindergraden „Weißer Gurt mit bis zu 5 blauen Streifen“ neun Schülergrade.
| Kyū         | 9. Kyū        | 8. Kyū        | 7. Kyū        | 6. Kyū        | 5. Kyū        | 4. Kyū         | 3. Kyū        | 2. Kyū        | 1. Kyū         |
| ----------- | ------------- | ------------- | ------------- | ------------- | ------------- | -------------- | ------------- | ------------- | -------------- |
| Gürtelfarbe | weiß          | weiß \| a     | weiß \| b     | weiß \| c     | gelb          | orange         | grün          | blau          | braun          |
| Gürtelbild  | Weißer Gürtel | Weißer Gürtel | Weißer Gürtel | Weißer Gürtel | Gelber Gürtel | Oranger Gürtel | Grüner Gürtel | Blauer Gürtel | Brauner Gürtel |

## Gürtelsysteme in anderen Kampfsportarten
- Im Kickboxen (WAKO Deutschland) werden farbige Gürtel vergeben. Die Farbfolge entspricht der des Jiu Jitsu. In einigen Verbänden werden die Gürtel Grün, Blau und Braun in Grün I und Grün II, Blau I und Blau II, sowie Braun I und Braun II unterteilt.
- Im Capoeira gibt es unterschiedliche Systeme. Dabei werden farbige Kordeln verliehen.
- In den koreanischen Kampfkünsten Hapkido und Taekwondo werden die Schülergrade nach dem gleichen Konzept, dort Kup genannt, ebenfalls durch farbige Gürtel unterschieden.
- Im traditionellen Taekido werden Graduierungen durch farbige Gürtel unterschieden. Die Farbfolge entspricht ebenfalls der des Jiu Jitsu.
- In einigen Schulen des Arnis-Kali-Eskrima werden Graduierungen durch farbige Gürtel unterschieden.
- Im Brazilian Jiu-Jitsu sind die Grade an die des klassischen Jiu-Jitsu angelehnt, allerdings gibt es pro Gurtfarbe eine zusätzliche Unterteilung in Untergrade: weiße Streifen auf schwarzem Grund „Stripes“.

|             | Weiß          | Blau          | Violett          | Braun          |
| ----------- | ------------- | ------------- | ---------------- | -------------- |
| Gürtelbild  | Weißer Gürtel | Blauer Gürtel | Violetter Gürtel | Brauner Gürtel |
| Gürtelfarbe | weiß          | blau          | violett          | braun          |

|             | Weiß          | Grau          | Gelb          | Orange         | Grün         |
| ----------- | ------------- | ------------- | ------------- | -------------- | ------------ |
| Gürtelbild  | Weißer Gürtel | Grauer Gürtel | Gelber Gürtel | Oranger Gürtel | GrünerGürtel |
| Gürtelfarbe | weiß          | grau          | gelb          | orange         | grün         |

## Graduierungssysteme außerhalb des Kampfsportes
Kyū- und Dangrade gibt es ebenfalls bei den Brettspielen Go und Shōgi sowie beim Chadō (Teezeremonie) und dem Ikebana (Kunst des Blumenarrangierens).
- Im Rangsystem des Go und dem des Shōgi ist die Anzahl der Kyū-Ränge größer, da die Einstufung mit der Vorgabe gekoppelt ist. Gürtel werden hier nicht verwendet.
- Speziell in Japan werden in nahezu sämtlichen Sportarten, oft neben einem offiziellen, weltweit geltenden Rangsystem, auch parallel Kyū- und Dangrade vergeben. Beispielhaft entspricht im Schach das Erreichen einer Wertungszahl von 1500 Punkten dem 1. und das Erreichen einer Wertungszahl von 2650 Punkten dem 10. Dan.
- Japanese Dankyu system im Bouldern[5]